# 백현미 (배우)
백현미(1967년 2월 13일 ~ )는 대한민국의 배우이다.

## 주요 이력
1975년 TBC동양방송 어린이합창단으로 시청자들과 처음 만났다. <호돌이와 토순이>에 출연하며 합창단 활동을 해오다가 1977년 TBC동양방송 아역 공채2기로 배우 데뷔하였다. 이후 <추적><홍길동><무쇠도령 이완대장><바람돌이 장영실><서울은 내것이다><홈드라마-부부><왕짱구><오성과한음><날아라 새들아>등에 출연하며 간판 아역배우로 활약했다. 이후 KBS와 통폐합하면서 <누나의 자전거><포도대장><얄개시대><드라마게임><고교생일기><하늘아하늘아><전설의고향>등의 인기 드라마에 출연하였고 <조선왕조오백년-설중매><베스트셀러극장><봉암리 아이들><호랑이선생님><젊은날의 초상><막차로 온 손님들><전원일기>등의 MBC드라마에도 왕성히 출연하였다. 쌍둥이 배우인 백현숙과 동반 혹은 교차출연했으며 7080세대들의 기억 속엔 청순한 하이틴 스타로 기억되고 있다. 90년대 이후 <러브스토리인 하바드><대왕의 길>등의 드라마에도 출연하였는데 백현숙 배우의 단독 활동이 꽤 길었다. 그러다 2019년부터는 KBS <우리말겨루기><아침마당>등의 교양프로그램에 동반출연해 화제를 모았고, 2021년에는 TVN 예능 <식스센스>에 함께 출연해 눈길을 끌었다.

## 출연작

### 공식데뷔
- 1975년 TBC동양방송 어린이합창단 데뷔
- 1977년 TBC동양방송 아역탤런트 공채2기

### TV 드라마
- 1984년 KBS <고교생일기>
- 1984년 KBS <청소년문학관-누나의자전거>
- 1985년~1987년 KBS <드라마게임>
- 1987년 KBS <하늘아하늘아>
- 1986년 KBS <전설의고향-유마사의 달>

등 다수
- 1984년 MBC <조선왕조오백년-설중매>
- 1985년 MBC <억새풀>
- 1985년 MBC 설특집 <백선행>
- 1986년 MBC 창사특집극 <젊은날의 초상>
- 1988년 MBC 미니시리즈 <막차로 온 손님들>
- 1987년 MBC <금요극장>
- 1988년 MBC <코미디극장>
- 1998년 MBC <대왕의 길>
- 2000년 MBC <전원일기-옛날애인>
- 2001년 MBC <그여자네 집>

등 다수
- 1998년 SBS <파도>
- 2004년 SBS <러브스토리 인 하바드>

### TV 방송
- 2019년 KBS 우리말겨루기 751회
- 2020년 KBS 우리말겨루기 821회
- 2109년 KBS <아침마당-명불허전>
- 2021년 TVN <식스센스2>